# Tal como somos (telenovela)
Tal como somos es una telenovela mexicana dirigida por Gonzalo Martínez Ortega y producida por Julissa y Juan Osorio para la cadena de televisión Televisa. 
Se estrenó por El Canal de las Estrellas el 26 de octubre de 1987 en reemplazo de Pobre señorita Limantour y finalizó el 15 de abril de 1988 siendo reemplazado por Dos vidas.
Fue protagonizada por Julissa y José Alonso, coprotagonizada por Leticia Calderón y Eduardo Palomo, con las participaciones antagónicas de Enrique Álvarez Félix y Alejandra Ávalos y con las actuaciones estelares de Manuel Ojeda, Beatriz Aguirre, Juan Peláez, Sonia Furió, Irma Dorantes, Luis Couturier, Pedro Fernández, Luz María Jerez, Alejandro Ibarra, Cecilia Tijerina y Ernesto Gómez Cruz.

## Argumento
Ángel Cisneros es un pescador de Mazatlán que después de quedar viudo decide trasladarse con su familia a la Ciudad de México en busca de fortuna. Nada más llegar, la familia es víctima de un atraco y los ladrones le desgarran las orejas a Margarita, hija de Ángel, al arrancarle los pendientes. A pesar de ese nefasto comienzo, el pescador y su familia se instalan en un edificio donde conocen a Eva, una mujer muy infeliz que vive torturada por su esposo e hija. 
Miguel, marido de Eva, va en silla de ruedas debido a un accidente y finge ser una buena persona, pero es un criminal nato. Años atrás, violó a una mujer y la dejó embarazada, y Eva no sólo lo perdonó, sino que adoptó al niño y lo ha criado como suyo. Miguel culpa a Eva de su accidente y ha envenenado a su hija, Delia, en contra de ella. 
Delia tiene una fijación tan intensa por su padre que está prácticamente "enamorada" de él. Odia profundamente a Eva y como manifestación de su naturaleza morbosa, incluso espía a sus padres cuando Miguel vanamente intenta en vano tener relaciones sexuales con su esposa. Esa es otra tortura mental que Miguel inflige a Eva ya que, en realidad, sólo finge estar inválido. 
Eva, frustrada como esposa, madre y mujer, hallará la pasión plena en los brazos de Ángel.

## Elenco
- Julissa - Eva
- José Alonso - Ángel Cisneros
- Leticia Calderón - Margarita Cisneros
- Eduardo Palomo - Octavio
- Enrique Álvarez Félix - Miguel
- Alejandra Ávalos - Delia
- Pedro Fernández - Rodrigo Cisneros
- Manuel Ojeda - Pablo
- Ernesto Gómez Cruz - Marcelo
- Juan Peláez
- Sonia Furió - Úrsula
- Alejandro Ibarra
- Luis Couturier
- Raúl Buenfil - Gabino
- Cecilia Tijerina - Maribel
- Luz María Jerez - Beatriz
- Irma Dorantes - Sara
- Eugenio Derbez - Roberto
- Alejandra Vidal - Lucinda
- Xavier Masse - Luigi
- Beatriz Aguirre
- Licha Guzmán
- Dolores Beristáin - Adoración
- Bruno Rey
- Rodrigo Puebla
- José María Torre

## Equipo de producción
- Historia original y adaptación de: Carlos Olmos
- Con la colaboración de: Carlos Téllez, Enrique Serna
- Tema original: Mood Indigo
- Autor: Dámaso Pérez Prado
- Director de arte: José Luis Garduño
- Gerente de producción: Marco Vinicio López de Zatarain
- Coordinador de producción: Jorge Romero Díaz
- Director de cámaras: Antonio Acevedo
- Director de escena: Gonzalo Martínez Ortega
- Productora creativa: Julissa
- Productor ejecutivo: Juan Osorio

## Premios

### Premios TVyNovelas 1988
| Categoría                 | Nominado              | Resultado |
| ------------------------- | --------------------- | --------- |
| Mejor villano             | Enrique Álvarez Félix | Nominado  |
| Mejor actor experimentado | Ernesto Gómez Cruz    | Ganador   |